# Мала Жик'я
Мала Жик'я́ (рос. Малая Жикья) — присілок у складі Увинського району Удмуртії, Росія

## Населення
Населення — 21 особа (2010; 31 в 2002).
Національний склад станом на 2002 рік:
- удмурти — 77 %

## Урбаноніми[3]
- вулиці — Унинська